# InTouch
InTouch ist eine wöchentlich erscheinende Frauenzeitschrift, die in den USA von American Media herausgegeben wird und in Deutschland von der Bauer Media Group.

## Ausgaben
Die US-amerikanische Ausgabe der Zeitschrift wurde im November 2002 von der Bauer Media Group gestartet. Im Juni 2018 wurde sie an American Media verkauft.
Die deutsche Ausgabe wurde erstmals im Oktober 2005 veröffentlicht. Im Februar 2008 wurde eine deutsche Website gestartet, die im Juli 2009 mit 29 anderen Frauenzeitschriften der Bauer Media Group zum Frauenportal Wunderweib zusammengelegt wurde. InTouch verfügt seitdem über einen Unterauftritt dort. Im September 2016 strahlte RTL II die Sendung InTouch – Stars. Styles. Stories. aus, die nach zwei Folgen wieder eingestellt wurde. Seit September 2019 wird InTouch zusammen mit Closer, Joy und Shape von einer von Angela Meier-Jakobsen geleiteten Gemeinschaftsredaktion in Hamburg produziert. Die verkaufte Auflage beträgt 32.248 Exemplare, ein Minus von 87,1 Prozent seit 2006.

## Kontroversen
Im August 2018 kritisierte Boris Rosenkranz bei Übermedien Überschriften von InTouch, die den Tod von Prominenten suggerieren.
2021 reichte Stefan Niggemeier wegen der Überschrift „Daniel Küblböck lebt: Jetzt kommt alles raus“ eine Beschwerde beim Deutschen Presserat ein, der anschließend eine Rüge aussprach.